# Müllerjeva vila
Müllerjeva vila (tudi Loosova vila češko Müllerova vila), zgrajena leta 1930, je modernistična vila v Pragi na Češkem. Zasnoval jo je avstrijski arhitekt Adolf Loos kot domovanje Františka in Milade Müller. František je bil direktor in glavni lastnik gradbenega podjetja Kapsa-Müller iz Plzna. Podjetje je bilo specializirano za stavbe iz armiranega betona in je razvijalo nove tehnike gradnje.

## Zgodovina
Za naročnika Františka (1890–1951) in Milado (roj. Krátká, 1900–1969) Müller sta hišo v letih 1928–1930 zgradila arhitekta Adolf Loos in Karel Lhota, potem ko se je leta 1926 družina Müller preselila iz Plzna v Prago. Lhota je sodeloval pri oblikovanju zaradi Loosovega slabega zdravja.
Müllerjeva vila je bila zasnovana po načelih funkcionalizma, značilnega za Loosov opus, in teorije raumplana, njegovega načina organizacije notranjih prostorov, ki temelji na oblikovanju in diferenciaciji le-teh tudi v navpični in ne le vodoravni osi, glede na namembnost. Kljub temu je celoten prostor prepleten na različnih nivojih. Stavba ima armiranobetonsko ogrodje, in je uvrščena v katalog moderne arhitekture Iconic Houses.
Po državnem udaru leta 1948 je bila hiša nacionalizirana in vdova Františka Müllerja je smela obdržati samo dve sobi – v vseh drugih so bile razne državne ustanove, kot je Državna pedagoška založba. Milada Müllerová je skušala ohraniti čim več umetniških zbirk in pohištva – česar ni podarila prijateljem, je prodala. Po njeni smrti sta preostalo opremo in zbirke odkupila Muzej uporabne umetnosti in Narodna galerija. Tako je bilo po padcu režima mogoče spet zbrati večino predmetov in jih vrniti nazaj.
Po žametni revoluciji leta 1989 je bila hiša vrnjena hčerki Müllerjevih Evi Maternovi, od nje pa jo je leta 1995 odkupilo mesto Praga. Upravljanje vile je prevzel Muzej mesta Prage, jo leta 1998 obnovil kar se da verno po ohranjenih fotografijah. Skupni stroški obnove so znašali 47.000.000 CZK (1,2 mil. evrov po vrednosti leta 2023). Od leta 2000 je vila odprta kot muzej.

## Arhitektura
Vila, zgrajena v istem času kot podobno odmevni Vila Savoye v Parizu (Le Corbusier) in Vila Tugendhat v Brnu (Ludwig Mies van der Rohe), je znana kot inovativna znamenitost zgodnje modernistične arhitekture in uteleša Loosove ideje o ekonomičnosti in funkcionalnosti. Že omenjena prostorska zasnova, "raumplan", z večnivojskimi deli posameznih prostorov nakazuje njihovo funkcijo in simbolni pomen. Razvidna je tako v notranjosti kot v zunanjosti stavbe.
Zunanjost je zasnovana v skladu z Loosovo teorijo, ki jo je obravnaval v svojem eseju "Ornament in zločin" iz leta 1908. V njem je Loos kritiziral okrasje v arhitekturi in se zoperstavil takrat prevladujočemu slogu Art nouveau, še posebej pa Dunajski secesiji. Za zunanjost vile Müller je Loos zasnoval belo kubično fasado. Želel je tudi razlikovati med zunanjostjo, kjer je pogled viden očem javnosti, in notranjostjo, zasebnimi prostori tistih, ki bodo tam živeli. Zato je notranjost razkošna, z udobnim pohištvom iz različnih obdobij ter površinami iz marmorja, lesa in svile. V koncept je vključen tudi vrt, ki je nastal v sodelovanju med Loosom in krajinskimi arhitekti Camillo Schneider, Karlom Foersterjem in Hermannom Matternom.
Zadnji projekt Adolfa Loosa je zasnova podobne, a manjše in skromnejše vile, ki se je ohranila v obliki arhitekturne študije iz leta 1932. Gre za vilo, namenjeno Evi Maternovi, hčeri Františka Müllerja.

## Fotogalerija
- Pogled z juga
- Glavni vhod, z zahoda
- Pogled s severa
- Pogled s severozahoda
- Okna na jugozahodu